# Paul Starling
Paul Starling (Sydney, 1948) è un maestro di karate australiano.
Allievo più anziano del Grandmaster Gōjū-ryū, Jitsumi Gōgen Yamaguchi Kais, e vice presidente mondiale della International Karate do Goju Kai Association.

## Campionato del Mondo di Karate- Atleta
Primo karateka australiano a competere in un campionato del mondo di Karate ed a rimanere imbattuto, quando, nel 1970 e molto prima del campionato del Mondo, la sua squadra incontrò i favoriti e, fino ad allora imbattuti giapponesi, all'evento di apertura inaugurale tenuto a Tokyo in Giappone. Nel 1973 è stato inoltre il primo maestro ad essere insignito del Gōgen Yamaguchi's élite Japan Karate do College, e l'unico australiano ad essere riconosciuto come Shianan (Maestro). Nel 1963, ancora adolescente, inizia ad allenarsi nel primo Dojo di Gōjū Kai, con il fondatore del Goju Kai in Australia : il Sensei Merv Oakley Sensei. Questo periodo nella storia del karate-do australiano vide una forte crescita di istruttori qualificati all'interno del paese.. Merv Oakley fu un pioniere del Karate australiano, e primo del suo Paese a studiare ed allenarsi per un lungo periodo di tempo con Gōgen Yamaguchi Hanshi.

## Allenamenti giornalieri
Nel corso dell'adolescienza inizia ad allenarsi giornalmente nel Judo con un distinto insegnante australiano: Sensei Ron Cox il quale, a sua volta, si allenava con i campioni olimpionici australiani : Peter Paige, Brian Dalton e Ron Ford.  Per dieci anni continua ad allenarsi, diventando campione juniors sia nello Judo, che di Gōjū Kai Karate-do.

## Primi anni

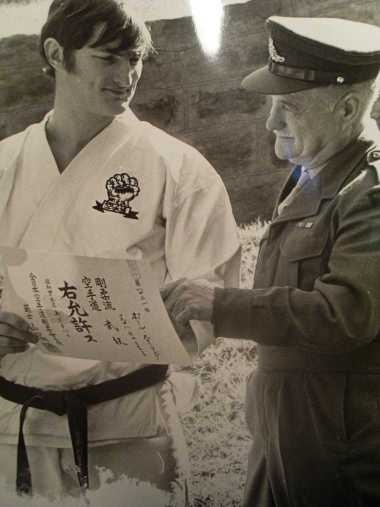
Paul Starling

Ufficiale dell'Esercito Australiano, sviluppò le proprie capacità di comando. La disciplina gli permise di costruirsi la sua reputazione di Gōjū-ryūvia di Sydney, Gōjū Kai Dojo e al Karate Club dell'Università di Macquarie, nel Dojo tradizionale giapponese. Fondatore e membro esecutivo della Australian Karate Federation. Per due decadi si è speso nella promozione del Karate-do in Australia , sia come arbitro, che come giudice ed allenatore del National and International W.K.F..

## Contributi al Karate do
- Rappresentante australiano al Campionato del Mondo di karate World Karate Federation's primo Karate World Championships in Giappone nel 1970, inoltre 2° Campione del Mondo di Karate a Parigi nel 1972.
- Membro fondatore dell'Australian Karate Federation (A.K.F.)
- Membro fondatore de -The Kokusai Karate do Shihan Kai.
- Membro fondatore de -The New South Wales Karate Federation.
- Fondatore del Club di Karate della Università di Macquarie. (1970)
- Represented Australia as an international official at W.U.K.O (W.K.F.) Karate World Championships
- Istruttore di Karate dell'anno (Blitz Magazine)

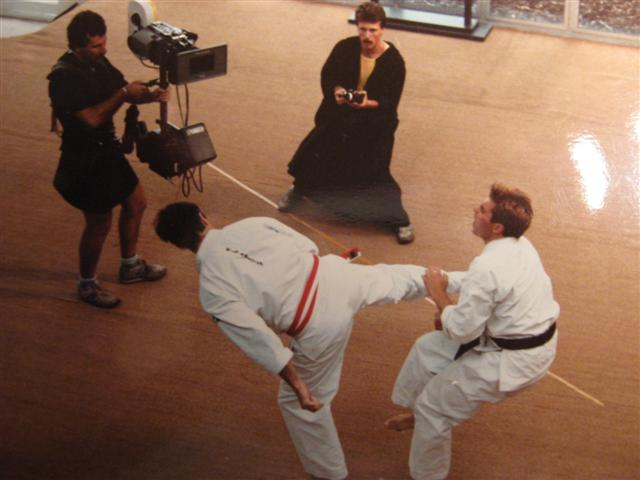

## Allenamenti al Japan Karate Do College

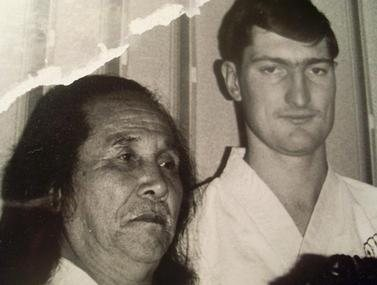

In Giappone Starling frequentava il prestigioso Japan Karate do College, abitando nella casa del maestro Gōgen Yamaguchi Hanshi. Inoltre mostra le proprie capacità come segretario per la International Karate do Gojukai Association. Ricoprendo questo ruolo divenne molto intimo nella famiglia Yamaguchi. Starling promosse inoltre il karate, invitando in Giappone, e in diverse occasioni, gruppi di propri allievi, che si perfezionarono, sia con Gogen Yamaguchi Hanshi, prima della sua morte avvenuta nel 1989, e successivamente con Goshi Yamaguchi Shihan, Gogen Yamaguchi Shihan, e Wakako Yamaguchi Shihan.